# Panchlora peruana
Panchlora peruana är en kackerlacksart som beskrevs av Henri Saussure 1864. Panchlora peruana ingår i släktet Panchlora och familjen jättekackerlackor. Inga underarter finns listade i Catalogue of Life.